# Vuoleb Rabna
Vuoleb Rabna är en sjö i Arjeplogs kommun i Lappland och ingår i Umeälvens huvudavrinningsområde. Sjön är 12,2 meter djup, har en yta på 0,721 kvadratkilometer och befinner sig 503,2 meter över havet. Vuoleb Rabna ligger i Laisdalens fjällurskog Natura 2000-område. Sjön avvattnas av vattendraget Rabnajåkkå.

## Delavrinningsområde
Vuoleb Rabna ingår i det delavrinningsområde (734404-155393) som SMHI kallar för Utloppet av Vuoleb Rabna. Medelhöjden är 548 meter över havet och ytan är 6,77 kvadratkilometer. Räknas de 2 avrinningsområdena uppströms in blir den ackumulerade arean 11,27 kvadratkilometer. Rabnajåkkå som avvattnar avrinningsområdet har biflödesordning 4, vilket innebär att vattnet flödar genom totalt 4 vattendrag innan det når havet efter 421 kilometer. Avrinningsområdet består mestadels av skog (89 procent). Avrinningsområdet har 0,77 kvadratkilometer vattenytor vilket ger det en sjöprocent på 11,4 procent.